# Aarno Peromies
Oskar Aarno Peromies (numele lui de familie a fost până în 1936 Peronius; n. 28 septembrie 1926, Valkeakoski, Turku and Pori Province⁠(d), Finlanda – d. 10 aprilie 1978, Valkeakoski, Turku and Pori Province⁠(d), Finlanda) a fost un traducător finlandez.
A tradus în limba finlandeză, printre altele, operele literare ale unor scriitori renumiți pe plan mondial ca Franz Kafka, Hermann Hesse, Friedrich Nietzsche, Bertolt Brecht, Günter Grass, Alfred Döblin, Bruno Schulz și Heinrich Böll. De asemenea, a tradus romanul Șatra de Zaharia Stancu, traducere publicată în 1974 de editura Kustannusosakeyhtiö Tammi din Helsinki sub titlul Niin kauan kuin leirituli palaa.

## Premii
- Premiul pentru traducere Mikael Agricola (1968)
- Premiul de stat pentru traducere (1972)

## Traduceri
- Zaharia Stancu: Niin kauan kuin leirituli palaa (Șatra), Kustannusosakeyhtiö Tammi, Helsinki, 1974.